# Шо (деревня)
Шо (бел. Шо́) — деревня в Глубокском районе Витебской области Беларуси. В составе Псуевского сельсовета.

## География

### Гидрография
Рядом с озером Шо.

## Описание
Согласно исследованиям белорусских учёных, рядом с деревней находится географический центр Европы. Расстояние от Глубокого до Витебска — 187 км, до Минска — 176 км. В населённом пункте типичная для Витебской области планировка: нет ярко выраженной главной улицы, дома расположены в произвольном порядке. В центре деревни находится кладбище. Согласно переписи населения 2009 года, в Шо проживает 28 жителей.

## Достопримечательность
- Курганный могильник периода раннего средневековья —  Историко-культурная ценность Республики Беларусь, шифр 213В000421